# BAFTA de melhor roteiro original
BAFTA de melhor roteiro original (no original em inglês BAFTA Award for Best Original Screenplay) é um prêmio entregue anualmente pela British Academy of Film and Television Arts (BAFTA) ao(s) roteirista(s) responsável(is) pelo melhor roteiro original em cinema do ano.
Roteiristas de qualquer nacionalidade são elegíveis.
Lista dos roteiristas premiados com o BAFTA de Melhor Roteiro original:

## Vencedores e indicados

### Década de 1980
| Ano                                       | Filme                                 | Roteirista(s) |
| ----------------------------------------- | ------------------------------------- | ------------- |
| 1984                                      |                                       |               |
| The King of Comedy                        | Paul D. Zimmerman                     |               |
| Zelig                                     | Woody Allen                           |               |
| Local Hero                                | Bill Forsyth                          |               |
| Trading Places                            | Timothy Harris e Herschel Weingrod    |               |
| 1985                                      |                                       |               |
| Broadway Danny Rose                       | Woody Allen                           |               |
| The Big Chill                             | Barbara Benedek e Lawrence Kasdan     |               |
| Comfort and Joy                           | Bill Forsyth                          |               |
| A Private Function                        | Alan Bennett                          |               |
| 1986                                      |                                       |               |
| The Purple Rose of Cairo                  | Woody Allen                           |               |
| Back to the Future                        | Robert Zemeckis e Bob Gale            |               |
| My Beautiful Laundrette                   | Hanif Kureishi                        |               |
| Witness                                   | William Kelley e Earl W. Wallace      |               |
| 1987                                      |                                       |               |
| Hannah and Her Sisters                    | Woody Allen                           |               |
| Crocodile Dundee                          | John Cornell, Paul Hogan e Ken Shadie |               |
| The Mission                               | Robert Bolt                           |               |
| Mona Lisa                                 | Neil Jordan e David Leland            |               |
| 1988                                      |                                       |               |
| Wish You Were Here                        | David Leland                          |               |
| Personal Services                         | David Leland                          |               |
| Hope and Glory                            | John Boorman                          |               |
| Radio Days                                | Woody Allen                           |               |
| 1989                                      |                                       |               |
| A World Apart                             | Shawn Slovo                           |               |
| Au revoir les enfants (Goodbye, Children) | Louis Malle                           |               |
| A Fish Called Wanda                       | John Cleese                           |               |
| Moonstruck                                | John Patrick Shanley                  |               |
| 1990                                      |                                       |               |
| When Harry Met Sally...                   | Nora Ephron                           |               |
| Dead Poets Society                        | Tom Schulman                          |               |
| Rain Man                                  | Ronald Bass e Barry Morrow            |               |
| Sex, Lies and Videotape                   | Steven Soderbergh                     |               |

### Década de 1990
| Ano                                              | Filme                                       | Roteirista(s) |
| ------------------------------------------------ | ------------------------------------------- | ------------- |
| 1991                                             |                                             |               |
| Nuovo Cinema Paradiso                            | Giuseppe Tornatore                          |               |
| Crimes and Misdemeanors                          | Woody Allen                                 |               |
| Ghost                                            | Bruce Joel Rubin                            |               |
| Pretty Woman                                     | J. F. Lawton                                |               |
| 1992                                             |                                             |               |
| Truly, Madly, Deeply                             | Anthony Minghella                           |               |
| The Fisher King                                  | Richard LaGravenese                         |               |
| Green Card                                       | Peter Weir                                  |               |
| Thelma & Louise                                  | Callie Khouri                               |               |
| 1993                                             |                                             |               |
| Husbands and Wives                               | Woody Allen                                 |               |
| The Crying Game                                  | Neil Jordan                                 |               |
| Hear My Song                                     | Peter Chelsom e Adrian Dunbar               |               |
| Unforgiven                                       | David Webb Peoples                          |               |
| 1994                                             |                                             |               |
| Groundhog Day                                    | Harold Ramis e Danny Rubin                  |               |
| In the Line of Fire                              | Jeff Maguire                                |               |
| The Piano                                        | Jane Campion                                |               |
| Sleepless in Seattle                             | Jeff Arch, Nora Ephron e David S. Ward      |               |
| 1995                                             |                                             |               |
| Pulp Fiction                                     | Quentin Tarantino e Roger Avary             |               |
| The Adventures of Priscilla, Queen of the Desert | Stephan Elliott                             |               |
| Four Weddings and a Funeral                      | Richard Curtis                              |               |
| Philadelphia                                     | Ron Nyswaner                                |               |
| Trois couleurs: Rouge (Three Colors Red)         | Krzysztof Kieślowski e Krzysztof Piesiewicz |               |
| 1996                                             |                                             |               |
| The Usual Suspects                               | Christopher McQuarrie                       |               |
| Bullets Over Broadway                            | Woody Allen e Douglas McGrath               |               |
| Muriel's Wedding                                 | P. J. Hogan                                 |               |
| Se7en                                            | Andrew Kevin Walker                         |               |
| 1997                                             |                                             |               |
| Secrets & Lies                                   | Mike Leigh                                  |               |
| Brassed Off                                      | Mark Herman                                 |               |
| Fargo                                            | Joel e Ethan Coen                           |               |
| Lone Star                                        | John Sayles                                 |               |
| Shine                                            | Jan Sardi                                   |               |
| 1998                                             |                                             |               |
| Nil by Mouth                                     | Gary Oldman                                 |               |
| Boogie Nights                                    | Paul Thomas Anderson                        |               |
| The Full Monty                                   | Simon Beaufoy                               |               |
| Mrs Brown                                        | Jeremy Brock                                |               |
| 1999                                             |                                             |               |
| The Truman Show                                  | Andrew Niccol                               |               |
| Elizabeth                                        | Michael Hirst                               |               |
| La vita è bella (Life Is Beautiful)              | Roberto Benigni e Vincenzo Cerami           |               |
| Shakespeare in Love                              | Marc Norman e Tom Stoppard                  |               |
| 2000                                             |                                             |               |
| Being John Malkovich                             | Charlie Kaufman                             |               |
| Todo sobre mi madre (All About My Mother)        | Pedro Almodóvar                             |               |
| American Beauty                                  | Alan Ball                                   |               |
| The Sixth Sense                                  | M. Night Shyamalan                          |               |
| Topsy-Turvy                                      | Mike Leigh                                  |               |

### Década de 2000
| Ano                                                     | Filme                                          | Roteirista(s) |
| ------------------------------------------------------- | ---------------------------------------------- | ------------- |
| 2001                                                    |                                                |               |
| Almost Famous                                           | Cameron Crowe                                  |               |
| Billy Elliot                                            | Lee Hall                                       |               |
| Erin Brockovich                                         | Susannah Grant                                 |               |
| Gladiator                                               | David Franzoni, John Logan e William Nicholson |               |
| O Brother, Where Art Thou?                              | Joel e Ethan Coen                              |               |
| 2002                                                    |                                                |               |
| Le fabuleux destin d'Amélie Poulain                     | Jean-Pierre Jeunet e Guillaume Laurant         |               |
| Gosford Park                                            | Julian Fellowes                                |               |
| Moulin Rouge!                                           | Baz Luhrmann e Craig Pearce                    |               |
| The Others                                              | Alejandro Amenábar                             |               |
| The Royal Tenenbaums                                    | Wes Anderson e Owen Wilson                     |               |
| 2003                                                    |                                                |               |
| Hable con ella (Talk to Her)                            | Pedro Almodóvar                                |               |
| Y tu mamá también (And Your Mother Too)                 | Alfonso Cuarón e Carlos Cuarón                 |               |
| Dirty Pretty Things                                     | Steven Knight                                  |               |
| Gangs of New York                                       | Jay Cocks, Steven Zaillian e Kenneth Lonergan  |               |
| The Magdalene Sisters                                   | Peter Mullan                                   |               |
| 2004                                                    |                                                |               |
| The Station Agent                                       | Tom McCarthy                                   |               |
| 21 Grams                                                | Guillermo Arriaga                              |               |
| Les invasions barbares (The Barbarian Invasions)        | Denys Arcand                                   |               |
| Finding Nemo                                            | Bob Peterson, David Reynolds e Andrew Stanton  |               |
| Lost in Translation                                     | Sofia Coppola                                  |               |
| 2005                                                    |                                                |               |
| Eternal Sunshine of the Spotless Mind                   | Charlie Kaufman                                |               |
| The Aviator                                             | John Logan                                     |               |
| Collateral                                              | Stuart Beattie                                 |               |
| Ray                                                     | James L. White                                 |               |
| Vera Drake                                              | Mike Leigh                                     |               |
| 2006                                                    |                                                |               |
| Crash                                                   | Paul Haggis e Bobby Moresco                    |               |
| Cinderella Man                                          | Akiva Goldsman e Cliff Hollingsworth           |               |
| Good Night, and Good Luck.                              | George Clooney e Grant Heslov                  |               |
| Hotel Rwanda                                            | Terry George e Keir Pearson                    |               |
| Mrs. Henderson Presents                                 | Martin Sherman                                 |               |
| 2007                                                    |                                                |               |
| Little Miss Sunshine                                    | Michael Arndt                                  |               |
| Babel                                                   | Guillermo Arriaga                              |               |
| El laberinto del fauno (Pan's Labyrinth)                | Guillermo del Toro                             |               |
| The Queen                                               | Peter Morgan                                   |               |
| United 93                                               | Paul Greengrass                                |               |
| 2008                                                    |                                                |               |
| Juno                                                    | Diablo Cody                                    |               |
| American Gangster                                       | Steven Zaillian                                |               |
| Das Leben der Anderen (The Lives of Others)             | Florian Henckel von Donnersmarck               |               |
| Michael Clayton                                         | Tony Gilroy                                    |               |
| This Is England                                         | Shane Meadows                                  |               |
| 2009                                                    |                                                |               |
| In Bruges                                               | Martin McDonagh                                |               |
| Burn After Reading                                      | Joel e Ethan Coen                              |               |
| Changeling                                              | J. Michael Straczynski                         |               |
| Il y a longtemps que je t'aime (I've Loved You So Long) | Philippe Claudel                               |               |
| Milk                                                    | Dustin Lance Black                             |               |
| 2010                                                    |                                                |               |
| The Hurt Locker                                         | Mark Boal                                      |               |
| The Hangover                                            | Jon Lucas e Scott Moore                        |               |
| Inglourious Basterds                                    | Quentin Tarantino                              |               |
| A Serious Man                                           | Joel e Ethan Coen                              |               |
| Up                                                      | Pete Docter e Bob Peterson                     |               |

### Década de 2010
| Ano                                             | Filme                                                                          | Roteirista(s) |
| ----------------------------------------------- | ------------------------------------------------------------------------------ | ------------- |
| 2011                                            |                                                                                |               |
| The King's Speech                               | David Seidler                                                                  |               |
| Black Swan                                      | Mark Heyman, Andres Heinz e John McLaughlin                                    |               |
| The Fighter                                     | Scott Silver, Paul Tamasy e Eric Johnson                                       |               |
| Inception                                       | Christopher Nolan                                                              |               |
| The Kids Are All Right                          | Lisa Cholodenko e Stuart Blumberg                                              |               |
| 2012                                            |                                                                                |               |
| The Artist                                      | Michel Hazanavicius                                                            |               |
| Bridesmaids                                     | Kristen Wiig e Annie Mumolo                                                    |               |
| The Guard                                       | John Michael McDonagh                                                          |               |
| Midnight in Paris                               | Woody Allen                                                                    |               |
| The Iron Lady                                   | Abi Morgan                                                                     |               |
| 2013                                            |                                                                                |               |
| Django Unchained                                | Quentin Tarantino                                                              |               |
| Amour                                           | Michael Haneke                                                                 |               |
| The Master                                      | Paul Thomas Anderson                                                           |               |
| Moonrise Kingdom                                | Wes Anderson e Roman Coppola                                                   |               |
| Zero Dark Thirty                                | Mark Boal                                                                      |               |
| 2014                                            |                                                                                |               |
| American Hustle                                 | Eric Warren Singer e David O. Russell                                          |               |
| Blue Jasmine                                    | Woody Allen                                                                    |               |
| Gravity                                         | Alfonso Cuarón e Jonás Cuarón                                                  |               |
| Inside Llewyn Davis                             | Joel e Ethan Coen                                                              |               |
| Nebraska                                        | Bob Nelson                                                                     |               |
| 2015                                            |                                                                                |               |
| The Grand Budapest Hotel                        | Wes Anderson                                                                   |               |
| Birdman or (The Unexpected Virtue of Ignorance) | Alejandro G. Iñárritu, Nicolás Giacobone, Alexander Dinelaris Jr. e Armando Bó |               |
| Boyhood                                         | Richard Linklater                                                              |               |
| Nightcrawler                                    | Dan Gilroy                                                                     |               |
| Whiplash                                        | Damien Chazelle                                                                |               |
| 2016                                            |                                                                                |               |
| Spotlight                                       | Tom McCarthy e Josh Singer                                                     |               |
| Bridge of Spies                                 | Matt Charman, Joel e Ethan Coen                                                |               |
| Ex Machina                                      | Alex Garland                                                                   |               |
| The Hateful Eight                               | Quentin Tarantino                                                              |               |
| Inside Out                                      | Pete Docter, Josh Cooley e Meg LeFauve                                         |               |
| 2017                                            |                                                                                |               |
| Manchester by the Sea                           | Kenneth Lonergan                                                               |               |
| Hell or High Water                              | Taylor Sheridan                                                                |               |
| I, Daniel Blake                                 | Paul Laverty                                                                   |               |
| La La Land                                      | Damien Chazelle                                                                |               |
| Moonlight                                       | Barry Jenkins                                                                  |               |
| 2018                                            |                                                                                |               |
| Three Billboards Outside Ebbing, Missouri       | Martin McDonagh                                                                |               |
| Get Out                                         | Jordan Peele                                                                   |               |
| I, Tonya                                        | Steven Rogers                                                                  |               |
| Lady Bird                                       | Greta Gerwig                                                                   |               |
| The Shape of Water                              | Guillermo del Toro e Vanessa Taylor                                            |               |
| 2019                                            |                                                                                |               |
| The Favourite                                   | Deborah Davis e Tony McNamara                                                  |               |
| Zimna wojna (Cold War)                          | Paweł Pawlikowski e Janusz Głowacki                                            |               |
| Green Book                                      | Nick Vallelonga, Brian Hayes Currie e Peter Farrelly                           |               |
| Roma                                            | Alfonso Cuarón                                                                 |               |
| Vice                                            | Adam McKay                                                                     |               |
| 2020                                            |                                                                                |               |
| Gisaengchung (Parasite)                         | Han Jin-won e Bong Joon-ho                                                     |               |
| Booksmart                                       | Susanna Fogel, Emily Halpern, Sarah Haskins e Katie Silberman                  |               |
| Marriage Story                                  | Noah Baumbach                                                                  |               |
| Knives Out                                      | Rian Johnson                                                                   |               |
| Once Upon a Time in Hollywood                   | Quentin Tarantino                                                              |               |

### Década de 2020
| Ano                                      | Filme                                                                     | Roteirista(s) |
| ---------------------------------------- | ------------------------------------------------------------------------- | ------------- |
| 2021                                     |                                                                           |               |
| Promising Young Woman                    | Emerald Fennell                                                           |               |
| The Trial of the Chicago 7               | Aaron Sorkin                                                              |               |
| Druk (Another Round)                     | Tobias Lindholm e Thomas Vinterberg                                       |               |
| Mank                                     | Jack Fincher                                                              |               |
| Rocks                                    | Theresa Ikoko e Claire Wilson                                             |               |
| 2022                                     |                                                                           |               |
| Licorice Pizza                           | Paul Thomas Anderson                                                      |               |
| Belfast                                  | Kenneth Branagh                                                           |               |
| Being the Ricardos                       | Aaron Sorkin                                                              |               |
| Don't Look Up                            | Adam McKay                                                                |               |
| King Richard                             | Zach Baylin                                                               |               |
| 2023                                     |                                                                           |               |
| The Banshees of Inisherin                | Martin McDonagh                                                           |               |
| Tár                                      | Todd Field                                                                |               |
| The Fabelmans                            | Tony Kushner e Steven Spielberg                                           |               |
| Everything Everywhere All at Once        | Daniel Kwan e Daniel Scheinert                                            |               |
| Triangle of Sadness                      | Ruben Östlund                                                             |               |
| 2024                                     |                                                                           |               |
| Anatomie d'une chute (Anatomy of a Fall) | Justine Triet e Arthur Harari                                             |               |
| The Holdovers                            | David Hemingson                                                           |               |
| Past Lives                               | Celine Song                                                               |               |
| Barbie                                   | Greta Gerwig e Noah Baumbach                                              |               |
| Maestro                                  | Bradley Cooper e Josh Singer                                              |               |
| 2025                                     |                                                                           |               |
| A Real Pain                              | Jesse Eisenberg                                                           |               |
| The Substance                            | Coralie Fargeat                                                           |               |
| Anora                                    | Sean Baker                                                                |               |
| Kneecap                                  | Rich Peppiatt, Naoise Ó Cairelláin, Liam Og Ó Hannaidh e JJ Ó Dochartaigh |               |
| The Brutalist                            | Brady Corbet e Mona Fastvold                                              |               |